# Frederik Hilmer
Christian Frederik Hilmer, född 13 februari 1845 i Köpenhamn, död där 4 oktober 1901, var en dansk violinist.
Hilmer var lärjunge till Christian Schiørring och i utlandet till bland andra Johann Christoph Lauterbach och Joseph Joachim. Han var som violinist lika framstående både som solist och som kammarmusiker. År 1872 anställdes han i Det Kongelige Kapel, 1895 utnämndes han till kunglig kammarmusiker och kort därefter till konsertmästare. Även utanför kapellet hade han en betydande roll i det köpenhamnska konsertlivet och han gjorde framgångsrika framträdanden även i utländska städer, som Sankt Petersburg, Stockholm och Göteborg. Han utövade även en omfattande och högt ansedd lärarverksamhet.